# Statua di Johann Sebastian Bach
La statua di Johann Sebastian Bach (in tedesco: Neues Bachdenkmal, Nuovo monumento a Bach) è un monumento dedicato al compositore e Thomaskantor, Johann Sebastian Bach, situato vicino al muro sud della chiesa di San Tommaso nella città tedesca di Lipsia.

## Descrizione
Una statua in bronzo del compositore alta 2,45 metri si erge su un piedistallo alto 3,2 metri progettato da Otto Wilhelm Scharenberg. La statua fu realizzata dallo scultore Carl Seffner grazie a una donazione di Franz Dominic Grassi alla città di Lipsia. Il compositore sta in piedi davanti all'organo, come se dirigesse l'orchestra; Sul retro, un bassorilievo rappresenta l'antico edificio della scuola di San Tommaso che sorgeva nella parte occidentale della piazza e fu demolito nel 1902. Lo stile architettonico è neobarocco, ma l'organo presenta decorazioni in stile Jugendstil.

## Storia
L'idea di erigere un nuovo monumento a Bach nacque a Lipsia in previsione del bicentenario della sua nascita nel 1885. Tuttavia, solo con la ricostruzione della chiesa di San  Giovanni (Johanniskirche) nel 1894, quando furono scoperti e identificati i resti di Bach, l'idea cominciò a prendere forma. I resti del compositore furono risepolti nella cripta della chiesa insieme a quelli di Christian Fürchtegott Gellert. Contemporaneamente, si propose di realizzare un'immagine scultorea di Bach, posizionata simmetricamente rispetto all'epitaffio di Gellert già esistente.

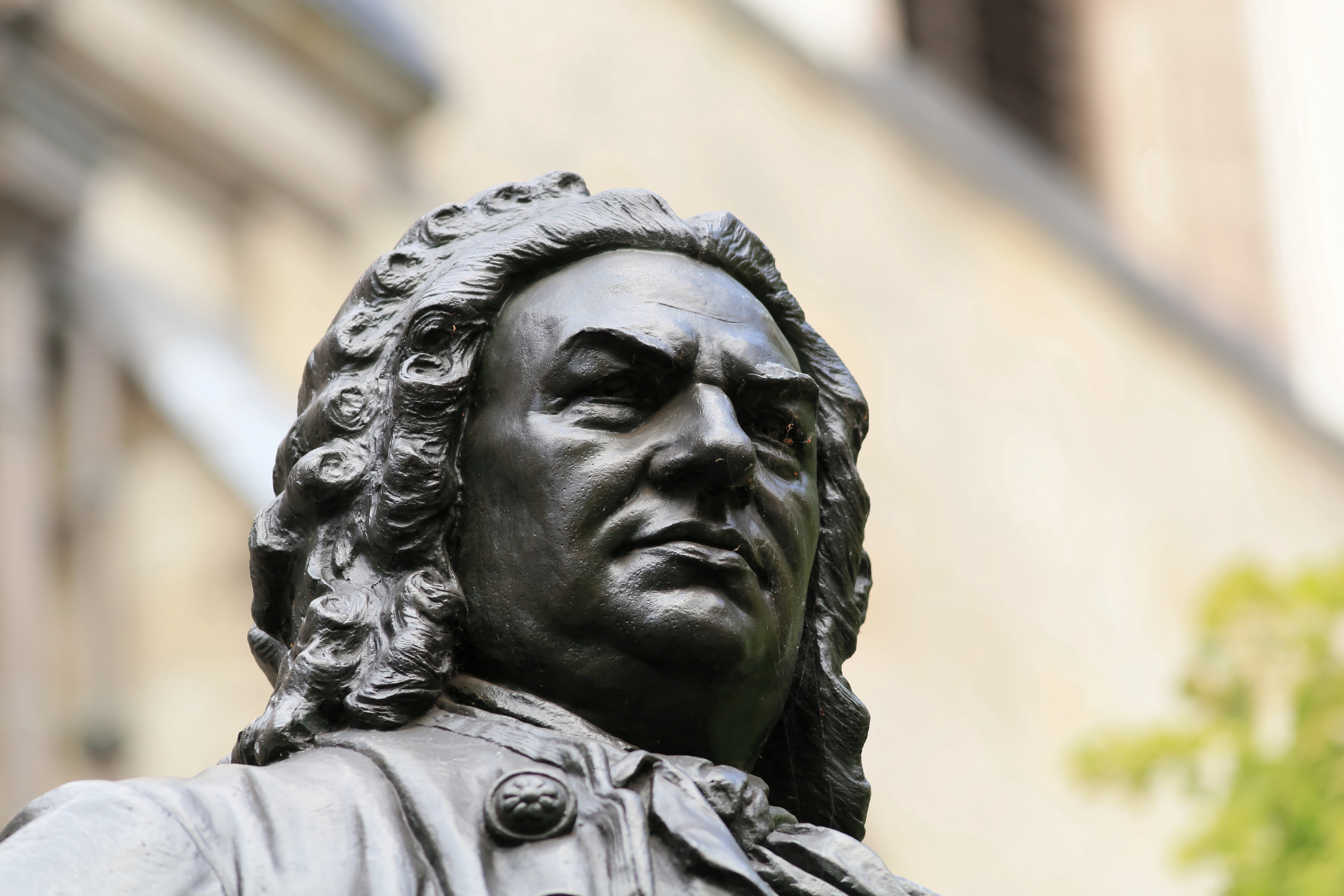
La testa di Bach nei dettagli

Tuttavia, l'idea di erigere un monumento nella chiesa fu presto abbandonata, portando nel 1899 a discussioni sulla collocazione del monumento; Il Thomaskirchhof come piazza antistante la chiesa di San Tommaso era una delle scelte migliori, poiché è qui che Bach trascorse gran parte dei suoi anni a Lipsia.
Infine, nel 1901-1902, la città ricevette 5.000 Goldmark dalla fortuna di Franz Dominic Grassi per la costruzione. Nel 1906 si decise anche di erigere un monumento di fronte alla chiesa di San Tommaso. Il nuovo monumento è stato inaugurato il 17 maggio 1908 sul sito dell'ex monumento a Leibniz.

## Varie
Il monumento a Leibniz, inaugurato nel 1883, fu spostato nel cortile del Paulinum (l'edificio principale dell'università).
A Lipsia c'è anche un antico monumento a Bach (Altes Bachdenkmal), inaugurato nel 1843, che si trova sul Promenadenring, sul lato ovest della chiesa di San Tommaso, a soli 50 metri dalla statua di Johann Sebastian Bach.

### Musica all'aperto
Nel 1979, davanti alla statua di Johann Sebastian Bach, ebbe luogo il primo concerto estivo di musica classica all'aperto. Ciò segnò l'inizio di una tradizione che ogni anno prevedeva numerosi concerti gratuiti di artisti internazionali.